# Västra Mälardalen
Västra Mälardalen kallas den informella region som består av kommunerna Arboga, Kungsör och Köping. Området ligger i sydvästra delen av Västmanlands län. Regionen gränsar i norr mot Skinnskattebergs, Surahammars och Hallstahammars kommuner, i sydost mot Eskilstuna kommun samt i väst och syd mot kommunerna Lindesberg och Örebro.
Ett relativt stort samarbete finns mellan kommunerna i Västra Mälardalen. Samarbetet sker framförallt inom Västra Mälardalens kommunalförbund, där även Surahammars kommun är medlem. Samarbetet innefattar bland annat IT och löneadministration.
Regionens invånarantal uppgick till 48 623 personer (2023), på en landyta om cirka 1 132 km².
Västra Mälardalen har ofta även kallats för "KAK-regionen" (förkortning för Köping-Arboga-Kungsör; inte att förväxla med Kungliga Automobilklubben).